# Дистрибутив
Дистрибути́в (англ. distribution, от англ. distribute — распространять) — форма распространения программного обеспечения.
ГОСТ Р 53623-2009 дает следующее определение дистрибутива:
Форма распространения программного обеспечения, обычно содержащая программу-установщик (для выбора режимов и параметров установки) и набор файлов, содержащих отдельные части программного средства.
Дистрибутив обычно содержит программы для начальной инициализации системы. Случай дистрибутива операционной системы — инициализация аппаратной части, загрузка урезанной версии системы и запуск программы-установщика, программу-установщик (для выбора режимов и параметров установки) и набор специальных файлов, содержащих отдельные части системы (так называемые пакеты).
Наличие дистрибутивов — это следствие того, что форма программного обеспечения, используемая для его распространения, почти никогда не совпадает с формой программного обеспечения на работающей системе.
Дистрибутив ПО — это комплект (как правило, набор файлов), приспособленный для распространения ПО. Может включать вспомогательные инструменты для автоматической или автоматизированной начальной настройки ПО (установщик).
Так и при использовании дистрибутива программного обеспечения — устанавливаются только необходимые файлы, причём таким образом, чтобы их правильно видела операционная система. Также конфигурируются начальные параметры, язык, способ подключения, например, к Интернету.
Большинство программ поставляются для продажи и распространения в сжатом (упакованном) виде. Для нормальной работы они должны быть распакованы, а необходимые данные правильно размещены на компьютере, учитывая различия между компьютерами и настройками пользователя. В процессе установки выполняются различные тесты на соответствие заданным требованиям, а компьютер необходимым образом конфигурируется (настраивается) для хранения файлов и данных, необходимых для правильной работы программы.
Установка включает в себя размещение всех необходимых программе файлов в соответствующих местах файловой системы. Многие программы (включая операционные системы) поставляются вместе с универсальным или специальным инсталлятором — программой, которая автоматизирует большую часть работы, необходимой для их установки.
Дистрибутивы лицензионных программ продаются пользователям. В соответствии с лицензионным соглашением разработчики программы гарантируют её нормальное функционирование в определённой операционной системе и несут за это ответственность.
Условно бесплатные программы предлагаются пользователям в целях их рекламы и продвижения на рынок. Пользователю предоставляется версия программы с ограниченным сроком действия (после истечения указанного срока программа перестает работать, если за неё не произведена оплата) или версия программы с ограниченными функциональными возможностями (в случае оплаты пользователю сообщается код, включающий все функции).
Производители бесплатного программного обеспечения заинтересованы в его широком распространении. К таким программным средствам можно отнести следующие:
- новые недоработанные (бета) версии программных продуктов
- программные продукты, являющиеся частью принципиально новых технологий
- дополнения к ранее выпущенным программам, исправляющие найденные ошибки
- устаревшие версии программ;
- драйверы к новым устройствам или улучшенные драйверы к уже существующим.

Производители программного обеспечения предлагают пользователям лицензионное соглашение.
Принимая настоящее соглашение, Вы выражаете своё полное согласие со всеми его положениями и условиями. Если Вас не устраивают условия, описанные в нём, то не устанавливайте программу. Использование программы однозначно подразумевает принятие Вами всех положений и условий данного соглашения.
Принятие положений и условий настоящего соглашения не является передачей каких бы то ни было прав собственности на программы и продукты

## Дистрибутив программного обеспечения
Программное обеспечение для ОС Windows распространяется в виде EXE- или MSI-инсталляторов, для Mac OS — чаще всего в образах DMG, для Linux — либо в распространённых RPM-, либо в DEB-пакетах, а также в виде исходного кода, архивированных в формате tar.gz или tar.bz2. При распространении программы через Интернет дистрибутив часто упакован в один файл образа файловой системы или архива.